# Luni de fiere
Luni de fiere este o carte scrisă de Pascal Bruckner, în care autorul tratează criza cuplului modern, sătul de monogamie, și încearcă să răspundă la întrebarea: Oare este bine să trăim în convenția de a fi împreună cu jumătatea până la capătul vieții, cu riscul de a ne distruge reciproc?
Conținând idei revoluționare, cartea are tentă ușor pornografică. Romanul surprinde momente și acțiuni din viața de cuplu, care pornesc de la simple jocuri de amor și sfârșesc prin metode, să le spunem scârboase, de a arăta afecțiunea partenerului/partenerei. Cartea descrie unde pot ajunge doi oameni și ce sunt capabili să facă atunci când ajung să se cunoască atât de bine cum se cunosc personajele principale ale romanului.

## Rezumat

### Personaje
Cuplul Franz-Rebecca, cuplul sado-masochist, cu o relație de tip stăpân-sclav
Franz, soțul paralizat, în scaun cu rotile, dornic de socializare 
Rebecca, soția seducătoare, vampă
Cuplul Didier-Beatrice, cuplu absolut normal din toate punctele de vedere
Didier, un profesor ce predă literatura într-un liceu parizian
Beatrice, profesoară.

### Intrigă
Două cupluri, unul relativ normal și un cuplu insolit, un domn cu handicap fizic și soția lui, o cuceritoare doamnă, se întâlnesc într-o călătorie între Marsilia și Istanbul, la bordul feribotului turc Truva, în decembrie 1979. Spațiul limitat oferit de vapor creează premisele apropierii și contagiunii. Franz îl atrage in povestea iubirii lui pe Didier,  o poveste care la început a fost cât se poate de frumoasă și plină de emoții. Didier devine povestitorul și de la el aflăm cum Franz relatează evoluția iubirii lui de la îndrăgostit la scatofag. Paralel cu povestirea, pe vapor viața cuplurilor se degradează continuu, confesiunile licențioase nesfârșite, răutățile gratuite, ura fățiș manifestată, umilire, dispreț, atentate la integritatea fizică a partenerului, în cuplul neobișnuit, strică normalitatea celuilalt cuplu, martor.  

### Deznodământ
Finalul o transformă pe Rebecca, cuceritoarea doamnă într-o femeie diformă și desfigurată.
Soțul ei devine fericit că sunt iar pe poziții de egalitate. Vor continua să trăiască împreună făcându-și rău: „Rebecca nu va mai plăcea; vreau să spun că chioara nu-mi va mai plăcea decât mie, ologul”.
Cuplul normal se dizolvă, uită reperele pe care le avea la începutul poveștii și se pierde în propriile himere - Didier face închisoare în Turcia - Beatrice se pierde undeva în Orient între droguri și amanți de ocazie.

## Recenzii, legături externe
Recenzie Luni de fiere
Luni de Fiere – Pascal Bruckner. Atunci când dragostea devine bolnavă și toxică
Luni de fiere
„Luni de fiere” / Pascal Bruckner”
Luni de fiere – Pascal Bruckner
Filme carti
Luni de fiere [Înregistrare audio], Pascal Bruckner în lectura Laura Breană. - București, 2010 (Editura Trei)
Bitter moon - Luni de fiere- ecranizare de Roman Polanski în 1992.  
Luni de fiere text online  

## Critică
„Luni de fiere”, publicat în 1981, este unul dintre cele mai controversate romane ale secolului XX. La momentul apariției sale în Franța, cartea a provocat un șoc cultural din cauza temei romanului: criza cuplului modern sătul de monogamie.
Bitter moon - Luni de fiere- ecranizare de Roman Polanski în 1992. „Luna amară“ pare de-a dreptul un eșec; dar este, totodată, cel mai disputat și mai puțin înțeles film al regizorului.
Ediția publicată de Editura Trei în anul 2001 este tradusă de Vasile Zincenco și are o prefață de Vasile Dem. Zamfirescu, „Fragilitate, exces și cruzime”.